# 羅劍郎
羅劍郎（1922年1月23日—2003年1月23日），原名羅富文，人稱富哥，出生於江蘇省上海縣（現今為上海市)，出身自小康之家，香港粵劇名伶及電影演員，師從小武黄鹤声。1957年創立國貞影業公司，曾拍攝超過100齣粵語長片，合作的有罗艳卿、芳艳芬、鄧碧雲、林家聲、梁醒波等紅星。1960年代移民美國；於2003年1月23日因哮喘於三藩市病逝，享年81歲，

## 電影作品

### 製片
- 春蠶到死絲方盡

### 監製
- 劍底情鴛（1957年）
- 泥馬渡康王（1958年）
- 黑市姑爺（1959年）
- 出嫁從夫（1959年）
- 兒女作冰人（1961年）
- 偷香血債（1961年）
- 四海一家親（1963年）

### 演員
| - 艷曲醉郎心（1952年） - 任護花歌唱特輯（1952年） - 到處惹人憐（1952年） - 契爺艷史（1952年） - 真假武潘（1952年） - 蠶虫師爺（1952年） - 有情飲水飽（1952年） - 無端端發達（1953年） - 我為情（1953年） - 人間富貴花（1953年） - 殘花淚（1953年） - 財歸財路（1953年） - 假正經（1953年） - 賊美人（1953年） - 秦淮月下再生緣（1953年） - 花街紅粉女（1953年） - 鳳燭燒殘淚未乾（1953年） - 做慣乞兒懶做官（1953年） - 初入情場（1953年） - 艷女情顛假玉郎（1953年） - 檀島佳人（1953年） - 呆佬嫁女（1953年） - 五諫刁妻（1953年） - 錯燒龍鳳燭（1954年） - 乞米養狀元（1954年） - 檳城艷（1954年） - 此子何來問句妻（1954年） - 錦艷同輝香雪海（1954年） - 重續今生未了緣（1954年） - 紅船鬼影（1954年） - 苦命妻逢苦命郎（1954年） - 錦上添花（1954年） - 彩鳳入誰家（1955年） - 薛平貴與王寶釧（1955年） - 狡婦疴鞋（1955年） - 貍貓換太子（1955年） - 抝碎靈芝（1955年） - 婦道（1955年） - 癲婆尋仔（1955年） - 兒孫福（1955年） - 抬轎佬養新娘（1955年） - 阿繡（1955年） - 趙五娘千里尋夫（1955年） - 唔做媒人三代好（1955年） - 雄寡婦（1955年） - 倫文敘與李春花（1955年） - 玉葵寶扇（1955年） - 丁財兩旺喜盈門（1955年） - 春蠶到死絲方盡（1955年） - 霸王妖姬（1956年） - 霸王雞乸（1956年） - 花落斷腸橋（1956年） - 著錯舅爺鞋（1956年） - 扭紋新抱惡家姑（1956年） - 桃花女鬥法（1956年） - 傻女搶新郎（1956年） - 呂蒙正祭灶（1956年） - 嫁壞老公生壞仔（1956年） - 九子登科十狀元（1956年） - 鬼俠（1956年） - 苦海鴛鴦（1956年） - 夜弔白芙蓉（1956年） - 我愛薄倖郎（1956年） - 神經大姐戇姑爺（1956年） - 狀元狀扁女狀元（1956年） - 三誤佳期（1956年） - 龍虎鬥（1957年） - 包公嫁女（1957年） - 蟹美人大鬧水晶宮（1957年） - 無頭東宮生太子（下集大結局）（1957年） - 亞蘭嫁亞瑞（1957年） - 天姬送子（1957年） - 香羅塚（1957年） - 七劍十三俠（下集）（1957年） - 無頭東宮生太子（上集）（1957年） - 代代老婆奴（1957年） - 木蘭从軍（1957年）...柳元度 - 紅葉仙緣（1957年） - 苦鳳鶯憐（1957年） - 梅開二度（1957年） - 插錯美人頭（1957年） - 劍底情鴛（1957年） - 六渡何仙姑（1957年） - 賣肉養孤兒（1957年） - 七劍十三俠（上集）（1957年） - 晨妻暮嫂（1957年） - 新肉山藏妲己（1958年） - 鴛鴦淚（1958年） - 張巡殺妾饗三軍（1958年） - 海底尋夫骨（1958年） - 文姬歸漢（1958年） - 女攝青鬼乞米養孤兒（下集大結局）（1958年） - 蛇美人劈山尋太子（下集）（1958年） - 蛇美人劈山尋太子（上集）（1958年） - 寶鼎明珠（1958年） - 捨子奉姑（1958年） - 仙女牧羊（1958年） - 風火送慈雲（下集大結局）（1958年） - 泥馬渡康王（1958年） - 清官斬節婦（1958年） - 姑緣嫂劫（1958年） - 夫榮妻未貴（1958年） - 十萬童屍（1958年） - 艷陽丹鳳（1958年） - 風火送慈雲（上集）（1958年） - 女攝青鬼乞米養孤兒（上集）（1958年） - 糊塗外父搶新郎（1958年） - 紅娘（1958年） - 春風帶得歸來燕（1958年） - 胭脂井（1958年） - 重見月團圓（1958年） - 魂化瑤台夜合花（1958年） - 火葬生妲己（1958年） - 三春審父（1958年） - 毒婦點天燈（1959年） | - 倫文敍與柳先開（1959年） - 闔家有喜（1959年） - 血淚洗殘脂（1959年） - 杜鵑啼血點點紅（1959年） - 生死連枝（上集）（1959年） - 琴姑（上集）（1959年） - 金殿審人頭（上集）（1959年） - 紅菱巧破無頭案（1959年） - 趙五娘萬里尋夫（1959年） - 七俠五義夜探沖宵樓（1959年） - 野花香（1959年） - 桂枝告狀（1959年） - 燕子啣來燕子箋（1959年） - 墓美人火燒棺材精（下集大結局）（1959年） - 好女唔論嫁粧衣（1959年） - 雪艷娘（1959年） - 出嫁從夫（1959年） - 女兒香（1959年） - 孝感動家姑（1959年） - 漢女貞忠傳（1959年） - 包公夜審行屍（1959年） - 墓美人火燒棺材精（上集）（1959年） - 桃花女二度下凡（1959年） - 王寶釧（1959年） - 沉香扇（1959年） - 大破銅網陣（1959年） - 雙孝子劈棺救母（1959年） - 生死連枝（下集大結局）（1959年） - 琴姑（大結局）（1959年） - 黑市姑爺（1959年） - 金殿審人頭（大結局）（1959年） - 冷月寒梅（大結局）（1960年） - 羽扇恩仇（1960年） - 冷月寒梅（上集）（1960年） - 招財進寶（1960年） - 花落江南廿四橋（1960年） - 苦心蓮（上集）（1960年） - 春燈會（1960年） - 天涯慈母淚（1960年） - 翠樓春曉（1960年） - 猩猩女飛馬斬魔龍（上集）（1960年） - 三屍四命五重冤（1960年） - 淚娉婷（下集大結局）（1960年） - 鴛鴦江遺恨下集大結局（1960年） - 腸斷江南燕子歸（1960年） - 第八才子花箋記（1960年） - 七兒八女九狀詞（1960年） - 冷暖親情（下集大結局）（1960年） - 雨夜驚魂（1960年） - 飄萍恨（上集）（1960年） - 苦命女雪夜尋夫（1960年） - 紅粉冤情（1960年） - 金鏢黃天霸（下集大結局）（1960年） - 藍袍惹桂香（1960年） - 冷月寒梅（下集）（1960年） - 鴛鴦江遺恨（上集）（1960年） - 忠孝雙全並蒂花（1960年） - 碧海香螺傳（1960年） - 苦心蓮（大結局）（1960年） - 冷暖親情（上集）（1960年） - 貞娥刺虎（1960年） - 龍虎關前烈女魂（1960年） - 骨肉情深姊妹花（1960年） - 金鏢黃天霸（上集）（1960年） - 鳳還巢（1960年） - 淚娉婷（上集）（1960年） - 龍鳳合歡花（1960年） - 天雷劈棺生鬼仔（1960年） - 三把憐香劍（1960年） - 苦海紅蓮（1960年） - 鬼媳婦（1960年） - 两代恩情（1960年） - 猩猩女飛馬斬魔龍（下集大結局）（1960年） - 鬱金香（1961年） - 秘密情人（1961年） - 威震江湖八卦刀（1961年） - 夜雨秋燈（1961年） - 雷克探案之血影驚魂（1961年） - 飄萍恨（大結局）（1961年） - 仙笛神龍大結局（1961年） - 兒女作冰人（1961年） - 歡喜夫妻（1961年） - 偷香血債（1961年） - 婦唱喜夫隨（1961年） - 仙笛神龍（上集）（1961年） - 天山猿女（1961年） - 電話情人（1961年） - 女俠草上飛 (1961) - 古墓追魂劍 (1961) - 血淚種情花 (1961) - 姻緣路情殺案（1961年） - 雷克探案之血手凶刀（1961年） - 關東第一劍黑虎崖殲仇記（1962年） - 沉冤得雪（1962年） - 春滿帝皇家（1962年） - 關東大俠白骨潭奪寶記（1962年） - 真假洞房春（1962年） - 財神到（1962年） - 薔薇之戀（1962年） - 秋香怨大結局（1962年） - 汽車兇殺案（1962年） - 湖海恩仇（1962年） - 秋香怨（上集）（1962年） - 八表雄風（1963年） - 芬芳香艷喜迎春（1963年） - 鐵鴛鴦（1963年） - 劍神傳（上集）（1963年） - 四海一家親（1963年） - 苦命鴛鴦（1963年） - 乾隆皇大鬧杏花樓（1963年） - 七喜臨門（1964年） - 霹靂薔薇（下集）（1964年） - 霹靂薔薇（上集）（1964年） - 紅金龍大戰蝙蝠精（1964年） - 觀音得道香花山大賀壽（1966年） |

## 外部連結
- 羅劍郎在互联网电影资料库（IMDb）上的資料（英文）
- 羅劍郎在香港影庫上的簡介
- 羅劍郎在豆瓣上的资料（简体中文）
- 羅劍郎在时光网上的簡介（简体中文）

1. ↑  https://www.filmarchive.gov.hk/documents/6.-Research-and-Publication/06-02-Filmmakers-Search/Chinese/LAW-Kim-long_c.pdf
2. ↑  羅劍郎哮喘病逝